# Wifi tracking
Wifi tracking se refiere a los sistemas capaces de detectar las señales que periódicamente emiten los dispositivos electrónicos (portátiles) equipados con tecnología wifi y utilizar esta información para conocer de forma estadística o agregada la presencia o los flujos de dispositivos en diferentes localizaciones.
Esta tecnología viene utilizándose de forma equivalente a otras como RFID, para la localización de activos en un entorno controlado, colocando emisores wifi (también llamados Wifi Tags) y antenas receptoras en diversas localizaciones y así poder analizar los movimientos y presencia de dichos activos en diversos espacios: tiempo de llegada, tiempo de presencia, movimientos, flujos, etc.
Ha sido el incremento del uso continuo de teléfonos inteligentes y tabletas por parte de la mayor parte de las personas lo que ha impulsado un gran auge de la tecnología de wifi tracking, especialmente en el entorno retail. Esta tecnología puede ser utilizada por los gestores de los espacios físicos para conocer cuantos dispositivos están presentes en un determinado espacio y observar u optimizar su gestión.
Las soluciones a nivel técnico, se basan en dos modelos principalmente:
1. Reutilización de punto de acceso inalámbrico (AP) estándar, que ya se encuentran desplegados en numerosas localizaciones (aeropuertos, centros comerciales, tiendas, etc.). Un ejemplo de este modelo es la tecnología de Cisco.[1]
2. Utilización de equipos y antenas profesionales para la detección de señales en las bandas de frecuencia de 2,4 o 5 Ghz, ubicándolas en zonas estratégicas para obtener el comportamiento de los visitantes en dichas localizaciones.

La primera opción que trata de reutilizar los AP wifi implica una menor capacidad de detección ya que son dispositivos que han sido fabricados con otro propósito diferente al wifi tracking, y trabajan extrayendo información solo de los dispositivos asociados (aquellos teléfonos inteligentes o tabletas que en algún momento han tratado de conectarse a dichos AP). En la práctica y dependiendo del entorno hasta un 30 % de los visitantes pueden ser detectados mediante wifi-tracking. Otro problema es que al tratar de reutilizar los AP la información que se obtiene no aporta una segmentación del comportamiento de los visitantes, ya que los AP se colocan en el centro de los espacios a cubrir para tratar de ofrecer una mejor cobertura.

Algunos fabricantes de este tipo de soluciones, llegan a acuerdos con los fabricantes de AP wifi, para que les envíen información de las tramas de búsqueda recogidas por los AP wifi. Para ello almacenan la dirección de acceso al medio de cada dispositivo y le añaden una marca de tiempo, por lo que almacenan datos que están ligados al dispositivo del usuario. Aunque a priori no sean datos de carácter personal, a través de la información del fabricante del dispositivo podría ligarse a una persona, y no es apropiado su uso como sistema de wifi tracking seguro.
La segunda opción consiste en analizar todas las señales en dichas bandas usadas por la tecnología wifi lo que consigue un alto ratio de detecciones respecto al total de visitantes, aproximadamente el 70 %, extrayendo patrones que permiten asignar un identificador único cada vez que se detecta un mismo dispositivo. Estos identificadores no están ligados a ningún dato del dispositivo, y ni siquiera con la información procedente del fabricante del dispositivo puede llegar a relacionarse con una persona. A diferencia del caso anterior, en este caso la seguridad para los visitantes es total. Un ejemplo de esta segunda modalidad son los nodos Seeketing.
Hoy en día esta tecnología permite que los comerciantes (retailers) o los gestores de cualquier espacio físico, tengan más información sobre los dispositivos que recorren sus instalaciones, sin obtener datos de carácter personal o sin necesidad de molestarles.
Algunas soluciones profesionales combinan la tecnología de wifi tracking con la tecnología iBeacon basada en Bluetooth, o la tecnología de cellular tracking basada en señales de la telefonía móvil o celular, permite tener la máxima calidad en la información de seguimiento obtenida. Sin embargo no es evidente asignar el mismo identificador a la información de seguimiento proveniente de las tres técnicas de localización de un dispositivo móvil.
Existe la posibilidad de combinar la información de comportamiento en el punto de venta que proporciona un sistema de wifi tracking, con la información de comportamiento  online que proporcionan los visitantes a través del análisis de uso de una página web o una aplicación móvil siempre desde el mismo dispositivo móvil que ha sido detectado por wifi tracking, lo que convierte a un sistema de este estilo en sistema de información de proximidad al usuario crossmedia (permitiendo enviar promociones insitu al teléfono inteligente del visitante), mejorando las capacidades de otras tecnologías conocidas como los iBeacon.